# Kikeriki
Kikeriki (Кикерики, с нем. — «кукареку») — сатирический австро-венгерский, впоследствии австрийский журнал, выходивший в 1861—1933 гг.

## История
Журнал был основан видным австрийским журналистом и драматургом-либреттистом Оттокаром Францем Эберсбергом, писавшим под псевдонимом О. F. Berg. Первые годы журнал занимал окололиберальную позицию, поскольку и сам Эберсберг придерживался демократических взглядов. В частности, маскот журнала, антропоморфный петух, олицетворял прогресс, поскольку кукареканье призывало солнце, озарявшее мир светом прогресса (ему противопоставлялась сова, также появлявшаяся на многих карикатурах и олицетворявшая «тьму»: мракобесие и ретроградство).
Однако с течением времени журнал всё больше становился реакционным, «правея» в своих взглядах. В журнале стали появляться шовинистические карикатуры: антисемитские, античешские, русофобские (и антиславянские в целом); начала педалироваться тема германского национализма. Примеры карикатур того времени описаны в статье «Политическое обозрение» в 10 номере русского журнала «Дело» за 1871 год:

В одном из последних нумеров сатирического листка «Кикерики» напечатана каррикатура, представляющая мать-Австрию бледной, больной, бессильно лежащей на кровати. Подле неё сидят два её сына: цислейтанец и транслейтанец. Граф Гогенварт, изображающий собою медика, держит в руках только что прописанный для больной рецепт — проект основного закона для Богемии. Цислейтанец — немец чистейшего закала, жестом указывая Гогенварту на дверь, кричит: «Ступайте прочь! Ваше лекарство не годится. Нам нужен другой доктор. Разве вы не видите, что больная не выносит вашей системы лечения?»
Но если Австрия не может вынести системы Гогенварта, то трудно сказать, какое же лекарство может ей пособить. Анализируя историю Австрии за последнее время, можно прийти только к одному выводу, что единственное средство, которое может спасти Австрию от разложения, есть федерация.
<…>
В том же нумере «Кикерики», который мы цитировали выше, рядом с трагической картиной больной Австрии, помещена другая, совсем уж глупая и пошлая каррикатура: она изображает, ни более, ни менее, как поголовное истребление всей чешской расы, и мужчин, и женщин, которая эта раса заслужила своими преступлениями. Все чехи варятся в котле и должны разложиться на бульон и варёную говядину. Вероятно, артист слишком хорошо знал вкус своей публики, если осмелился представить ей подобную гадость, названную им каррикатурой. Но если подобные выходки не только терпимы, но даже нравятся, то не показывает ли это, что ненависть перешла всякие пределы и что едва ли можно ждать примирения между двумя сторонами?
— Политическое обозрение // «Дело» : литературно-политический журнал. — СПб., 1871. — Октябрь (№ 10). — С. 223—225.
К 1880-м годам журнал окончательно стал правым, антисемитские карикатуры стали его фирменной чертой. Когда градоначальником (бургомистром) Вены стал христианский социалист Карл Люгер, журнал также стал поддерживать и его взгляды, поскольку сам Люгер в том числе был антисемитом. После Первой Мировой войны политически журнал сблизился с националистами и унионистами, а начиная с середины 1920-х годов — также и нацистами. Тогда, в годы Первой республики, тираж журнала составлял около 25 тысяч копий.
С приходом к власти нацистов в Германии журнал поддержал их, за что был закрыт фашистским правительством Дольфуса.